# Кнез Вандал
Кнез Вандал је један од легендарних владара у северној Русији, који се помиње у Летопису епископа новгородског Јоакима. Не помиње се у другим историјским изворима.

## Легенда
По легенди, након смрти митског кнеза Славена и његових наследника:
"И би кнез Вандал, владаше Словенима, идући свуда на север, запад и исток морем и земљом, многе земље на обали мора освоји и народе покоривши, врати се у град Велики (Славенск). После тога Вандал посла на запад потчињене себи кнезове и поседнике Гардорика и Гунигара са великом војском Словена, Руса и Чуда. И они одоше, многе земље освојивши, не вратише се. А Вандал разгневивши се на њих, све земље од мора до мора себи потчини, и синовима својим предаде. Он имаше три сина: Избора, Владимира и Столпосвета. Градове њима даде, који се назваше по њима, и сву земљу им раздели, сам пребиваше у граду Великом много лета и у старости дубокој умре, а после смрти град Велики Избору предаде, и браћи његовој сву власт над земљом. Потом умреше Избор и Столпосвет, а Владимир прими власт над свом земљом. Он имаше жену од Варјага, Адвинду, прекрасну и мудру, о којој много говоре стари људи и хвале је у песмама. По смрти Владимира и матере његове, Адвинде, владаше синови његови и унуци до Буривоја, који беше девети после Владимира, а имена ових осам не знамо, ни дела, осим што их старе песме спомињу."
Ако бисмо покушали да датирамо Вандалову владавину, легенда га смешта 10 покољења (тј. 200-300 година) пре Рјурика.